# 勺嘴鹬
勺嘴鹬（學名：Calidris pygmaea）又名勺嘴鷸、匙嘴鷸，是一種小型的涉禽，僅在極少數的凍土層地帶上繁殖，並在中国东南沿海和東南亞的濕地越冬。按照IUCN紅色名錄的统计，其目前约有240-456只成熟个体，其保护状况于2008年被调整为极危。

## 分類學
勺嘴鹬最早由卡爾·林奈在1758年，在其《自然系統》（Systema Naturae）一書中首次介紹，並命名為 Platalea pygmea，Platalea指的是琵鹭属，种加词pygmea意为侏儒，指其为该类群中体型最小者。
1821年，斯雲·尼爾遜（Sven Nilsson）将其归类为单独的勺嘴鹬属Eurynorhynchus。
2012年的一项研究从分子系统学的角度很好地解决了勺嘴鹬的分类地位，它应属于滨鹬属，且最近缘的姐妹物种是红颈滨鹬。目前尚无新的研究改变这一结论。

## 特征

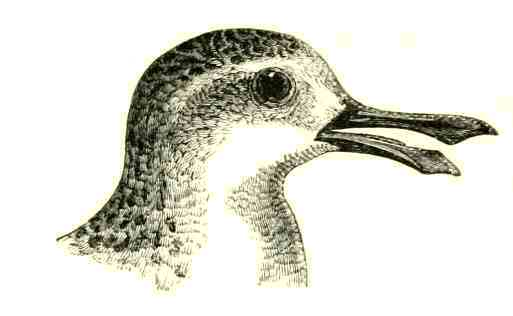
頭部素描

勺嘴鹬外表上最獨特的地方在牠那湯匙形狀的嘴，但在野外可能不易辨認，體長一般達14至16cm，翅長98-106mm，嘴19-24mm，嘴尖左右寬10-12mm，跗節長19-22mm，尾長37-39mm。繁殖中的成鳥頭、頸及胸均為紅棕色並帶暗褐色縱紋。上身主要為黑色，有皮黃色至淡赤褐色的羽緣。非繁殖季中的成鳥體色沒有紅色，上身換上淡褐灰色及在覆羽上有白色羽緣。下半身為全白，腳黑色，虹膜為褐色。
勺嘴鹬在與同伴溝通時會發出柔软的preep聲到刺耳的wheer聲。求偶鳴唱時，則會間歇地發出昆虫般的嗡嗡聲及漸沉的preer-prr-prr啼囀聲。雄性也會透過演示短距離的盤旋、打轉及急速邊鳴唱邊下沉的飛行技藝以達致求偶目的。

## 行为与生态

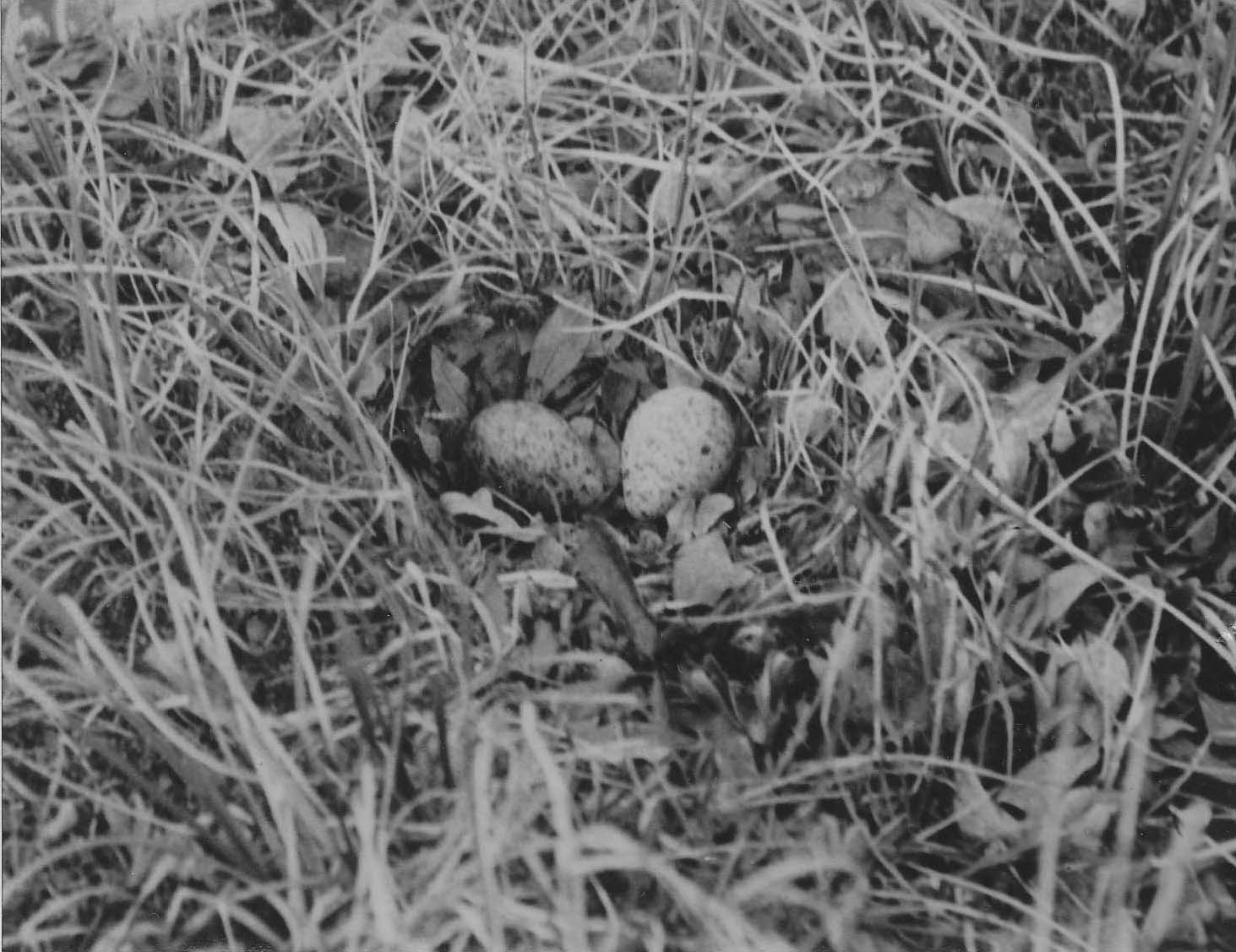
勺嘴鹬的巢

勺嘴鹬每年六到七月在凍土層的海岸地區築巢，喜在長有苔蘚、矮柳及草的沙地，或在湖泊及沼泽邊等築巢，该物种在六月至七月在苔原的沿海地区筑巢，选择靠近淡水池的草地。 勺嘴鹬以蚊子、苍蝇、甲虫和蜘蛛等较小的动物物种为食，偶尔也进食苔原的苔藓、种子植物的种子和细小的浆果。
勺嘴鹬迁徙时常在沿海泻湖、河口和潮间带等地中转，進食時把嘴深入泥中，一邊前進一邊左右移動頸部，以虾和蠕虫等海洋无脊椎动物为食。

## 棲地及活躍範圍
勺嘴鹬僅在俄羅斯東北地帶的楚科奇半島上及沿著堪察加半島的地峽附近繁殖後代。每年冬天來臨前，牠們就會於太平洋的西岸進行遷徙。經過日本、北韓、南韓、中国华北地区和华东地区的沿海滩涂，最终到达中国东南沿海及東南亞越冬。多個東南亞國家均有勺嘴鹬來訪的紀錄，包括印度、孟加拉、斯里蘭卡、緬甸、泰國、越南、菲律賓、馬來西亞及新加坡等，亦有部分在中国东南沿海的福建省、广东省、广西壮族自治区、海南省越冬。在美国阿拉斯加州和加拿大不列颠哥伦比亚省有迷鸟记录。

## 保育

### 保育历史
根据文献记载，1970年仍有近2000到2800對勺嘴鹬，2000年數目下降至1000對，2005年僅餘下少於400對，每年的個體數目均急速減少。如整體情況沒有改善，勺嘴鹬將可能在未來數年踏上滅絕之路。研究認為牠們數目急降的主因包括繁育生境及遷飛過程時中轉站的破壞。
其中位於南韓重要的新万金湿地被新萬金防潮堤近40000公頃的大型填海計劃所破壞。而每年亦有為數不少的勺嘴鹬在中轉站當地被捕獵。此外，全球暖化導致牠們特有的繁殖地──凍土層的減少也影響了牠們可繁殖後代的機會。
自2011年起，英國的野鳥和溼地信託（The Wildfowl & Wetlands Trust, WWT）開始針對性地進行人工繁殖的工作。為防止它們進一步滅絕，它們分別在2011年11月及2012年7月期間，從俄羅斯的極北地區將鳥蛋帶到英國位於告羅士打郡的保肓中心進行繁殖。兩年間共27尾幼鳥已從這中心中孵化。這項活動將一宜持續，直至在其南遷路程上的各個站點的保育工作均順利開展為止。

### 现状
現時其中轉站當中受保護的地區包括中国黄（渤）海候鸟栖息地、香港米埔濕地及印度的卡利米爾角和奇爾瓦湖。
2018年发表的一项研究，在2009至2016年间对缅甸上莫塔马湾（Upper Gulf of Mottama）的勺嘴鹬数量进行了持续调查，估计绝对数量下降了约一半，从244隻减少到112隻。研究人员认为，其主要原因是迁徙路线上其他地方的潮间带栖息地丧失和狩猎。上莫塔马湾仍然是勺嘴鹬在全球已知越冬地点中规模最大的一处。
2020年，由东亚-澳大利西亚迁飞区伙伴协定秘书处等数十所中国大陆科研单位、保育机构、高校、政府、非政府组织组成的勺嘴鹬保护联盟进行了勺嘴鹬越冬调查，发布《2020 年中国勺嘴鹬冬季同步调查报告》，在杭州湾至北部湾33个调查点共记录到勺嘴鹬个体49隻，其中28隻记录于广东雷州附城镇，为该次调查中最大的越冬地点。

## 外部連結
- 夏季時的勺嘴鹬圖片 - 載國際鳥盟
- 十種在泰國值得觀賞的鳥類 （页面存档备份，存于）
- 勺嘴鹬 - IUCN紅色名錄每日物種的介紹
- 由八個地區小孩子填色完成的保育動畫 （页面存档备份，存于）